# Lopatkaïta
La lopatkaïta és un mineral de la classe dels sulfurs.

## Característiques
La lopatkaïta és una sulfosal de fórmula química Pb₅Sb₃AsS₁₁. Va ser aprovada com a espècie vàlida per l'Associació Mineralògica Internacional l'any 2012. Cristal·litza en el sistema monoclínic.
Segons la classificació de Nickel-Strunz, la lopatkaïta pertany a «02.HC: Sulfosals de l'arquetip SnS, amb només Pb» juntament amb els següents minerals: argentobaumhauerita, baumhauerita, chabourneïta, dufrenoysita, guettardita, liveingita, parapierrotita, pierrotita, rathita, sartorita, twinnita, veenita, marumoïta, dalnegroïta, fülöppita, heteromorfita, plagionita, rayita, semseyita, boulangerita, falkmanita, plumosita, robinsonita, moëloïta, dadsonita, owyheeïta, zoubekita i parasterryita.
L'exemplar que va servir per a determinar l'espècie, el que es coneix com a material tipus, es troba conservat al departament d'enginyeria de materials i física de la Universitat de Salzburg, Àustria, amb el número d'espècimen 15008.

## Formació i jaciments
Va ser descoberta a l'àrea de Madoc, dins el comtat de Hastings, a Ontario (Canadà), sent l'únic indret de tot el planeta on ha estat descrita aquesta espècie mineral.